# Mugil rubrioculus
Mugil rubrioculus is een straalvinnige vissensoort uit de familie van harders (Mugilidae). De wetenschappelijke naam van de soort is voor het eerst geldig gepubliceerd in 2007 door Harrison, Nirchio, Oliveira, Ron & Gaviria.